# Nikljeva skupina
V 10. ali nikljevo skupino periodnega sistema elementov (IUPAC) spadajo prehodne kovine nikelj (Ni), paladij (Pd), platina (Pt) in darmštatij (Ds). Paladij in platina spadata tudi v neformalno platinsko skupino kovin.
Elementi iz 10. skupine imajo podobne vzorce elektronskih konfiguracij, ki pri niklju in paladiju na zunanjih orbitalah odstopajo od idealnega vzorca:
| Z   | Element    | Št. elektronov/orbitala |
| --- | ---------- | ----------------------- |
| 28  | Nikelj     | 2, 8, 16, 2             |
| 46  | Paladij    | 2, 8, 18, 18            |
| 78  | Platina    | 2, 8, 18, 32, 17, 1     |
| 110 | Darmštatij | 2, 8, 18, 32, 32, 17, 1 |

## Lastnosti
Kovine iz 10. skupine so svetlo sive barve in imajo visok sijaj. Pri standardnih pogojih so dobro kovne in odporne proti koroziji. Njihovi najpogostejši oksidacijski stanji sta +2 in +4. V izjemnih pogojih je možno tudi oksidacijsko stanje +1, stanje +3 pa je sporno, ker je lahko zmes oksidacijskih stanj +2 in +4. Teoretično bi lahko imeli elementi iz 10. skupine v posebnih pogojih tudi oksidacijsko stanje +6, kar pa še ni dokončno potrjeno.

## Uporaba
Kovine iz 10. skupine se uporabljajo predvsem za
- izdelavo nakita in galvanske prevleke,
- katalizatorje v raznih kemičnih reakcijah,
- zlitine,
- elektonske komponente, ker imajo zelo predvidljive temperaturne odvisnosti električnih upornosti in
- superprevodnike v zlitinah z drugimi kovinami